# Периени (Јаши)
Периени (рум. Perieni) насеље је у Румунији у округу Јаши у општини Пробота. Oпштина се налази на надморској висини од 95 m.

## Становништво
Према подацима из 2002. године у насељу је живело 1741 становника, од којих су сви румунске националности.